# Umorismo
L'umorismo è la capacità intellettuale di affrontare con allegria le contraddizioni e notare il lato comico, ridicolo o assurdo di certi aspetti della realtà. Si basa spesso sull'ironia e viene utilizzato nella satira, negli aneddoti, nelle commedie e nelle barzellette.

## Interpretazioni antropologiche e filosofiche
La parola umorismo deriva dal latino humor o umor -oris (umidità, liquido), che si avvicina al greco yg-ròs (bagnato, umido), e sembra quindi derivare il suo significato dalle teorie della medicina ippocratica, che attribuiva a dei fluidi (umori appunto) l'influenza sulla salute e l'indole degli uomini. L'essenza dell'umorismo, così come è stata delineata, seppur nell'originalità e differenziazione delle rispettive interpretazioni dai diversi studiosi (filosofi, medici, scrittori), risiede proprio in questo legame con l'emotività, con l'interiorità più atavica ed istintuale dell'uomo; un carattere distintivo di ciò che è umano dunque. «Il genere umano non si è accontentato di godere della comicità quando l'ha incontrata nel corso della propria esperienza; ha anche cercato di provocarla intenzionalmente. e possiamo apprendere di più sulla natura della comicità se studiamo i mezzi che servono per rendere comiche le cose».«Per mettere a fuoco la questione si può ricordare come la storia del riso tracciata da Bachtin nel suo libro su Rabelais, sia la storia di proscrizioni compiute dalla cultura delle classi alte, contro un'attitudine alla parodia generalizzata che mal si concilia con il sapere assertivo e teologico dell'arte occidentale».
Benché l'umorismo sia una componente da sempre presente nella letteratura e nelle società umane, uno studio sistematico sulle sue caratteristiche storiche, strutturali e psicologiche ha preso avvio solo all'inizio del XX secolo.

### Il comicodi Emerson
Ralph Waldo Emerson espresse la sua teoria del comico nel saggio The Comic, dove cercò di perfezionare la teoria di Aristotele, per cui il ridicolo sarebbe «ciò che è fuori tempo e fuori luogo, senza pericolo» (con 'pericolo' ci sarebbe il 'tragico'). Dice Emerson: «L'essenza di ogni barzelletta, di ogni commedia, sembra essere un onesto o benintenzionato esser mezzi e mezzi [halfness]; una non-esecuzione di ciò che si pretendeva di eseguire, mentre uno a gran voce dà a vedere che farà una notevole performance. L'ostacolo posto all'intelletto, l'aspettativa frustrata, la rottura della continuità nell'intelletto, è commedia; e si annuncia fisicamente nei piacevoli spasmi che chiamiamo risata.» Ricordando vagamente il dadaismo di Duchamp, Emerson disse inoltre: «Separate qualunque oggetto, come un particolare uomo, un cavallo, una rapa, un barile di farina, un ombrello, dalla connessione delle cose, e contemplateli da soli, stando lì nell'assoluta natura, e tutt'a un tratto divengono comici; nessuna qualità utile, rispettabile, può salvarli dal ridicolo.»
L'essenza del comico sta nella "falsità" dell'uomo che «si arrende alla sua apparenza; come se un uomo si dimenticasse completamente di sé per trattare la sua ombra sul muro con segni di infinito rispetto». Il comico è quindi nella percezione (specie se improvvisa e inaspettata) del "mezzo uomo", dell'uomo incompleto che fino a un momento prima si credeva uomo e maturo, e rispettabile. E con la finezza delle sue ampie visioni, Emerson offre un'occhiata sull'intrinseca comicità dell'intera nostra condizione: «Non facciamo nulla che non sia risibile ogni volta che lasciamo il nostro sentimento spontaneo. Tutti i nostri piani, le nostre amministrazioni, le nostre case, i nostri poemi, se paragonati alla saggezza e all'amore che l'uomo rappresenta, sono egualmente imperfetti e ridicoli».

### Il risodi Bergson
Fondamentale è stato il contributo di Henri Bergson con il suo saggio Il riso. Saggio sul significato del comico (1900). Il filosofo francese apre la sua riflessione con una serie di considerazioni generali sul comico: innanzitutto nota che «Non vi è nulla di comico al di fuori di ciò che è propriamente umano»; anche quando l'oggetto del comico non è una persona, tuttavia ciò che suscita il riso è un aspetto di quell'oggetto o animale che richiama alla mente atteggiamenti e situazioni umane (pensiamo ad un burattino). In secondo luogo, l'apprezzamento della situazione comica prevede «qualcosa come un'anestesia momentanea del cuore»: l'empatia, l'identificazione con la persona oggetto del riso è bandita. Infine, è facile constatare che «Il riso cela sempre un pensiero nascosto di intesa, direi quasi di complicità, con altre persone che ridono, reali o immaginarie che siano». Da queste tre considerazioni risulta un'idea chiara della funzione della comicità: essa risponde a determinate esigenze sociali. In particolare, Bergson vede il comico come una sorta di "castigo sociale" con cui la comunità (intesa come specie) individua, respinge e corregge una serie di comportamenti percepiti come contrari allo "slancio vitale" con cui si identifica la vita stessa (e qui risiede il legame profondo tra la definizione di comico ed il resto della riflessione filosofica di Bergson).
Questi comportamenti sono quelli meccanici («Ridiamo tutte le volte che una persona ci dà l'impressione di una cosa»), monotoni che, nell'aderire cieco alla regola, non sanno cogliere - ed anzi soffocano - la fluidità, l'intrinseca libertà autocreatrice della vita. È questo impulso spontaneo, stimolo ad una continua evoluzione creatrice, a permettere il superamento, in forme sempre nuove ed originali, degli ostacoli che ci si trova davanti; in questo senso, il riso corregge quei comportamenti che metterebbero in pericolo la sopravvivenza della specie. Ad esempio, la storiella in cui un deputato, interpellando il ministro su un assassinio famoso, rammenta che il colpevole, dopo aver ucciso la vittima, è sceso dal treno in senso contrario alla sua direzione ed ha così violato il regolamento, è comica perché nel deputato l'adesione alla regola ha soffocato la comprensione della vita.

### L'umorismodi Pirandello
Al saggio L'Umorismo del 1908, posteriore dunque a quello di Bergson da cui risulta parzialmente influenzato, Pirandello ha lavorato dal 1904, anno di pubblicazione di Il fu Mattia Pascal. Le due opere (il romanzo ed il saggio) sono espressione di un'unica maturazione artistica ed esistenziale che ha coinvolto lo scrittore siciliano all'inizio del Novecento e che vede come centrale proprio la poetica dell'umorismo. L'originalità di questa concezione sta nella distinzione tra "comico" ed "umoristico" in senso stretto; se il primo viene inteso come «avvertimento del contrario», quindi come pura intuizione di una contraddizione (e qui sta l'eco di Bergson), l'umorismo è inteso come «sentimento del contrario», l'elaborazione razionale e successiva del comico, una riflessione che porta ad un sentimento di identificazione e compassione nei confronti della persona di cui ci si prende gioco.
Tale sentimento ha le sue radici nella natura del "contrario" analizzato dall'umorista: anche qui si tratta del conflitto tra la forza profonda della vita e le cristallizzazioni della forma; tuttavia qui la vita appare irrimediabilmente soffocata dalla forma, incarnata dall'ideologia, dalle convenzioni, dalle leggi civili e dal meccanismo stesso della vita associata. Anche Bergson aveva notato che «proprio come la vita dello spirito può essere ostacolata nel suo realizzarsi dalle esigenze della macchina corporea, così la forma della vita sociale può soffocarne il senso», ma per Pirandello questo soffocamento è intrinseco e strutturale nella vita associata. D'altronde lo stesso "slancio" che permea la vita ha perso le connotazioni positive dello spiritualismo francese, per assomigliare più ad un caos cieco ed oscuro, più vicino alle concezioni irrazionaliste di fine Ottocento ed alla caratterizzazione dell'inconscio.
La "meccanizzazione" dunque non è più l'anomalia sociale da correggere, ma l'autoinganno con cui l'uomo cerca di dare un senso all'informità della vita; in particolare, nel rapporto con gli altri l'autoinganno prende la forma della 'maschera', dell'(auto) imposizione del soggetto di un'identità fissa e predefinita dai valori morali e culturali, un'identità necessariamente percepita come estranea ed inautentica. Ecco allora che sottolineare questi autoinganni, descrivere l'erompere saltuario della vita dalla forma significa partecipare del dramma dell'uomo, combattuto tra bisogno di certezze e il bisogno di aderire alla realtà autentica della vita: il "sentimento del contrario" è paragonato al dio Giano bifronte, in quanto è riso e pianto insieme.

### Il motto di spiritodi Freud
Ne Il motto di spirito (1905), la riflessione di Freud si distingue dalle precedenti perché, più che definire l'approccio alla realtà che è espresso nell'umorismo, mira a descrivere i meccanismi psichici che ne sono alla base - meccanismi che Freud allaccia alla teoria psicoanalitica; lo studio si limita inoltre alle manifestazioni verbali del comico. Quest'ultimo è visto come meccanismo comunicativo che permette al soggetto di esprimere i contenuti dell'inconscio, solitamente repressi, in modo non traumatico o aggressivo per l'interlocutore. La capacità di "far passare" questi contenuti (riconducibili all'istinto sessuale ed all'aggressività) eludendo la censura del Super-Io è resa possibile da un lavoro che il soggetto inconsapevolmente attua al fine di mascherare questa carica psichica all'interno del motto di spirito; l'insieme di queste regole di codificazione, detto processo primario, include il doppio senso, la condensazione, lo spostamento: processo rintracciabile anche in quell'appagamento di un desiderio frustrato che è il sogno, e non a caso per Freud l'umorista «sogna ad occhi aperti».
Il piacere associato al riso è riconducibile proprio a questo risparmio di energia psichica: non solo il soggetto è riuscito a comunicare al suo interlocutore la propria carica psichica, ma è riuscito a farlo evitando gli affetti penosi che avrebbero turbato la comunicazione qualora la censura del Super-Io fosse stata violata apertamente.

### Bagatella di condannadi Croce
Nazareno Padellaro in un suo lavoro riguardante la comicità nel Manzoni, dopo avere disquisito sul gesto, che in assenza di movimento può diventare caricatura laddove l'azione ne impedirebbe la manifestazione, riporta questa condanna dell'umorismo da parte Benedetto Croce, tratta dal suo saggio su Shakespeare: «Umorismo; parola che si evita tanto è incerta di significato e di poco uso per determinare i profondi moti spirituali»

## Stili e tecniche
- Verbali
  - Allusione
  - Anticlimax
  - Barzelletta
  - Entimema
  - Freddura
  - Gioco di parole
  - Grottesco
  - Imitazione
  - Iperbole
  - Ironia
  - Non sequitur
  - Ossimoro
  - Paradosso, come le leggi di Murphy
  - Paraprosdokian
  - Parodia
  - Paronomasia
  - Sarcasmo
  - Satira, si distingue nettamente dall'humour. «L'umorista corre con la lepre, il satirico insegue coi cani» Ronald Knox[7]
  - Sillessi
  - Stereotipo, come le barzellette sulle bionde, sugli avvocati, sui Carabinieri.
  - Suoni comici o parole intrinsecamente buffe la cui pronuncia ha suoni che le rendono divertenti in una lingua
  - Understatement
- Non verbali
  - Caricatura
  - Maschera
  - Mimica
  - Travestimento
  - Umorismo involontario

### Umorismo demenziale
È l'umorismo in cui l'oggetto comico è l'autore stesso, che erra nella costruzione della fabula. L'errore comico può avvenire nel passaggio inopportuno tra contesti diversi, generi diversi, significati diversi di una data unità narrativa, o perfino nella presentazione di una battuta comica eccessivamente scontata.
Non va confuso con la Parodia, che in casi simili mette alla berlina le convenzioni di genere. L'umorismo demenziale si basa sull'applicazione sbagliata di queste convenzioni.
Il critico Guido Almansi lo definì Umorismo scemo riferendosi all'opera di Achille Campanile e in effetti, per quanto sia apparsa sulla scena letteraria e dello spettacolo solo nel corso del XX secolo, è una delle forme più innate di comicità conviviale: "fare lo scemo".
In modo analogo alla classica distinzione tra autore e narratore, l'autore oggetto comico è ovviamente distinto dall'autore reale: chi ascolta è consapevole che l'ottusità del primo è proporzionale all'abilità del secondo. Per questo motivo l'umorismo demenziale è autoreferente e, a dispetto del nome, implica una discreta attività intellettuale per apprezzare e non confondere i diversi piani di rappresentazione.
Esempi illustri nell'uso di questa tecnica sono il già citato Achille Campanile, il film Hellzapoppin', i Monty Python e i film del trio Zucker-Abrahams-Zucker. Da sottolineare che, nell'arte scenica, il ruolo di autore oggetto comico può estendersi all'attore e a chiunque dello staff coinvolto nella rappresentazione.

### Umorismo surreale
Il surreale è una forma di umorismo basata su giustapposizioni bizzarre, situazioni assurde e la logica del nonsense. Le situazioni bizzarre possono essere varie, dall'esagerazione di aspetti reali (es: «un uomo chiamato toffiees aveva un naso così lungo ma così lungo che non poteva soffiarsi il naso, un giorno...»), all'invenzione di aspetti reali completamente ignoti o inesistenti (es: «un giorno un professore di nome Enrico scoprì un nuovo tipo di elemento chimico, il mixino, che con il semplice strofinamento della falange del mignolo ti permetteva di...») oppure alla creazione di situazioni irreali completamente inventate («gli alieni provenienti da Tofone, un pianeta del sistema solare dell'Ongia vengono sulla terra e...»). L'ortografia del testo non deve essere necessariamente corretta, anzi, essendo sgrammaticata diventa più ridicola e quindi di successo.
La tecnica più comune di umorismo surreale è forse quella del non sequitur, in cui una affermazione è seguita da un'altra senza alcuna progressione logica.
(Woody Allen, Citarsi addosso, trad. di Cathy Berberian e Doretta Gelmini, Bompiani, 1996)
(Mike Z., Nonsense Book, 1997)
In campo cinematografico, l'umorismo surreale si afferma sin dagli anni trenta del Novecento: lo si può ritrovare, per esempio, in alcune gag di Stanlio e Ollio, e in maniera quasi esclusiva nei film dei Fratelli Marx. In seguito viene usato massicciamente nei cartoon, specialmente in quelli americani della Warner Bros. In Italia un chiaro esempio è dato dalle pellicole grottesche e iperreali di Paolo Villaggio, in special modo in quelle della saga aventi come protagonista il ragionier Ugo Fantozzi.
A livello musicale si può ritrovare spesso una forma di umorismo nonsense nelle canzoni del gruppo Elio e le Storie Tese

### Il ritmo nella comicità
Il ritmo nella comicità è un aspetto fondamentale, come nella poesia, sia per quanto riguarda i testi che la mimica, ed aiuta ad aumentare l'effetto comico e la risata.
«Qual è il segreto della...»
«Rapido, devi essere rapido»
(Daniele Luttazzi, in un'intervista)

### Stili cinematografici/filmografici
Anche nella cinematografia vi sono particolari stili peculiari del mondo dell'umorismo, tra cui:

#### Mad run sketch
I "mad run sketch" (conosciute in italiano come scenette accelerate) sono sequenze riprodotte a velocità superiore alla norma caratterizzate da un incalzante accompagnamento musicale. Solitamente vengono proposte nel caso in cui un personaggio si trova costretto a scappare da una minaccia imminente, la quale generalmente si risolve in un falso allarme. La loro scarsa plausibilità riesce ad amplificarne l'humour (si tratta infatti di scene pantagrueliche). Tra i film che fanno uso di questa tecnica sono da annoverare quelli di Carlo Vanzina e Neri Parenti; a tal proposito citiamo: I pompieri e Scuola di ladri.

#### Espediente del contrappeso
L'espediente del contrappeso sfrutta i principi di una macchina semplice quale è la puleggia per fare della buona comicità. Anche in questo caso il regista cerca di amplificare ed esagerare gli effetti che una forza applicata produrrebbe nella realtà. Esempi molto chiari dell'applicazione di quanto sopra spiegato si ritrovano nel film Le comiche e ne Le nuove comiche.

#### Riproduzioni all'inverso
Si tratta di un semplice espediente di montaggio che consente di realizzare un'inversione nella riproduzione; negli anni settanta e ottanta alcune scene venivano girate e successivamente montate manualmente al contrario. In questo caso la comicità della situazione era amplificata dalla palese mancanza di fluidità di montaggio rispetto alle scene immediatamente precedenti e successive. Tra i film che utilizzano tale tecnica è da annoverare La dottoressa ci sta col colonnello dove Lino Banfi riesce a centrare dalla distanza la bocca del giovane Alvaro Vitali con una fragola.